# Politiske partier i Island
Politiske partier i Island. Det islandske partisystem består af fire større partier med en lang historie (to af dem er dog arvtagere efter partier med andre navne), samt mange små nydannelser og udbryderpartier, der ofte kun eksisterer kortvarigt.  

## Partierne

### Partier repræsenteret i Altinget
- Flokkur fólksins (Folkets parti), stiftet 2016, partileder Inga Sæland
- Framsóknarflokkurinn (Fremskridtspartiet, midterparti), stiftet 1916, partileder Sigurður Ingi Jóhannsson
- Miðflokkurinn (Centerpartiet), stiftet 2017, partileder Sigmundur Davíð Gunnlaugsson
- Píratar (Piratpartiet), stiftet 2012, talsperson Þórhildur Sunna Ævarsdóttir
- Samfylkingin (Alliancen, socialdemokrater), stiftet 1999, partileder Logi Már Einarsson
- Sjálfstæðisflokkurinn (Selvstændighedspartiet, konservative), stiftet 1929, partileder Bjarni Benediktsson
- Viðreisn (Reform, liberale), stiftet 2014, partileder Þorgerður Katrín Gunnarsdóttir
- Vinstri hreyfingin – grænt framboð (Venstrepartiet – De grønne), stiftet 1999[1], partileder Katrín Jakobsdóttir

### Aktive partier uden sæde i Altinget
- Alþýðufylkingin (Folkefronten, kommunister), stiftet 2013, partileder Þorvaldur Þorvaldsson
- Björt framtíð (Lys Fremtid, socialliberale), stiftet 2012, partileder Björt Ólafsdóttir
- Dögun (Daggry), stiftet 2012, partilederposten pt. ubesat
- Frelsisflokkurinn (Frihedspartiet), stiftet 2017, se Íslenska Þjóðfylkingin, partileder  Gunnlaugur Ingvarsson
- Húmanistaflokkurinn (Humanistpartiet), stiftet 1984, partileder Júlíus Valdimarsson
- Íslenska Þjóðfylkingin (Islands Nationale Front, højreradikale), stiftet 2016, partileder Guðmundur Þorleifsson
- Sósíalistaflokkur Íslands (Islands Socialistparti), stiftet 2017, partileder Gunnar Smári Egilsson

### Tidligere partier

#### Dannet under selvstændighedskampen
- Stjórnbótaflokkurinn/stjórnbótamenn ("Regeringsforbedringspartiet") 1897–1900 (→Framfaraflokkurinn)
- Framfaraflokkurinn (Fremdriftspartiet - ældre) 1900–1902 (→Framsóknarflokkurinn)
- Heimastjórnarflokkurinn (Hjemmestyrepartiet) (1900–1923) (→Borgaraflokkurinn)
- Landvarnaflokkurinn (Landeværnspartiet) 1902–1907 (→Sjálfstæðisflokkurinn)
- Framsóknarflokkurinn (Fremskridtspartiet - ældre) 1902–1905 (→Þjóðræðisflokkurinn)
- Þjóðræðisflokkurinn (Folkestyrepartiet) 1905–1908 (→Sjálfstæðisflokkurinn)
- Sjálfstæðisflokkurinn (Selvstændighedspartiet – ældre) 1908–1927
- Sambandsflokkurinn (Sambandspartiet; samlingsparti inkluderende hovedparten af Heimastjórnarflokkurinn og Sjálfstæðisflokkurinn) 1912–1914

#### Stiftet 1913-1940
- Bændaflokkurinn (Bondepartiet – ældre) 1913–1916 (→Framsóknarflokkurinn)
- Óháðir bændur (Uafhængige bønder) 1916 (→Framsóknarflokkurinn)
- Alþýðuflokkurinn (Socialdemokraterne) 1916–1999 (→Samfylkingin)
- Kvennalistinn (Kvindelisten, verdens første kvindeparti) 1922–1926
- Borgaraflokkurinn (Borgerpartiet – ældre) 1923–1924 (→Íhaldsflokkurinn (Det Konservative Parti) og Frjálslyndi flokkurinn (Det Liberale Parti)
- Íhaldsflokkurinn (Det Konservative Parti) 1924–1929 (→Sjálfstæðisflokkurinn)
- Frjálslyndi flokkurinn (Det Liberale Parti I) 1927–1929 (→Sjálfstæðisflokkurinn)
- Kommúnistaflokkur Íslands (Islands Kommunistiske Parti) 1930–1938 (→Sameiningarflokkur alþýðu - Sósíalistaflokkurinn)
- Bændaflokkurinn (Bondepartiet - yngre) 1933–1942 (→Sjálfstæðisflokkurinn)
- Flokkur Þjóðernissinna (Nationalistpartiet) 1934–1944
- Sameiningarflokkur alþýðu - Sósíalistaflokkurinn (Socialistpartiet) 1938–1968 (→Alþýðubandalagið)

#### Stiftet i efterkrigstiden
- Þjóðvarnarflokkurinn (Partiet for nationalt værn) 1953–1968 (→Alþýðubandalagið)
- Alþýðubandalagið (Folkealliancen) 1956–1999 (→Samfylkingin)
- Samtök frjálslyndra og vinstri manna (Sammenslutningen af liberale og venstreorienterede) 1969–1974
- Fylkingin – baráttusamtök sósíalista (Fronten - socialistisk kampenhed, revolutionært venstrefløjsparti udsprunget af Alþýðubandalagið) 1970–1976 (→Fylking byltingarsinnaðra kommúnista)
- Kommúnistaflokkur Íslands (m-l) (Islands Kommunistiske Parti m-l) 1972–1979 (→Kommúnistasamtökin)
- Einingarsamtök kommúnista (ml) (Kommunistisk Enhedsfront (m-l) 1973–1979 (→Kommúnistasamtökin)
- Frjálslyndi flokkurinn (Det Liberale Parti II) 1973–1974
- Fylking byltingarsinnaðra kommúnista (Revolutionære kommunisters front, fortsættelse af Fronten - socialistisk kampenhed) 1976–1984
- Kommúnistasamtökin 1979–1985
- Bandalag jafnaðarmanna (Socialistalliancen) 1983–1987
- Samtök um kvennalista (Kvindelisten) 1983–1999 (→Samfylkingin)
- Borgaraflokkurinn (Borgerpartiet - yngre) 1987–1994 (→Sjálfstæðisflokkurinn)
- Þjóðvaki (Folkebevægelsen) 1994–1999 (→Samfylkingin)
- Frjálslyndi flokkurinn (Det Liberale Parti III), 1998–2012
- Íslandshreyfingin – lifandi land (Islandsbevægelsen – levende land) 2007–2009 (→Samfylkingin)
- Nýtt afl (Ny kraft) 2007 (→Frjálslyndi flokkurinn)

#### Stiftet efter finanskrisen
- Borgarahreyfingin (Borgerbevægelsen), 2009–2012 (→Dögun)
- Hreyfingin (Bevægelsen) 2009–2012 (→Dögun)
- Hægri Grænir flokkur fólksins (Det højre-grønne folkeparti) 2010–2016
- Lýðræðisvaktin (Demokratiets vogtere), 2013–2016

#### Omtalt under andet parti eller person
Partier der enten var forløbere for et andet parti, opstillede sammen med et andet parti, eller var kortvarige udbrud fra et andet parti; særlister dannet af medlemmer af Sjálfstæðisflokkurinn og Framsóknarflokkurinn er ikke medtaget. Partier der reelt bestod af en enkelt person og dennes støtter (“enkeltmandspartier”) er omtalt under grundlæggeren. 
- Utanflokkabandalagið (1920-1922), se Borgaraflokkurinn
- Sparnaðarbandalag (1922-1923), se Borgaraflokkurinn
- Þjóðernishreyfing Íslendinga (1933-34), se Flokkur þjóðernissinna
- Málfundafélag Jafnaðarmanna (1954-68), se Alþýðubandalagið
- I-lista (1967), se Hannibal Valdimarsson
- Sósíalistafélag Reykjavíkur (1968-70), se Alþýðubandalagið
- Frjálslyndi flokkurinn (1973-1974), se Samtökum Frjálsyndra og vinstri manna
- Möðruvallahreyfingin (1973-1974), se Samtökum Frjálsyndra og vinstri manna
- Samtök Jafnaðarmanna (1974), se Samtaka Frjálsyndra og vinstri manna
- Óháðir kjósendur á Vestfjörðum (1977-1978), se Samtaka Frjálslyndra og vinstri manna
- Óháðra kjósenda í Reykjaneskjördæmi (1978), se Samtaka Frjálslyndra og vinstri manna
- Óháðra kjósenda í Suðurlandskjördæmi (1978), se Samtaka Frjálslyndra og vinstri manna
- Samtök um kvennaframboð (1982-1986), se Samtök um Kvennalista
- Bandalag Jafnaðarmanna (1983-1987), se Alþýðuflokkurinn
- Frjálslyndra hægri manna (1989-91), navneskifte til Frjálslyndra (1991), se Borgaraflokkurinn
- Samtök um jafnrétti og félagshyggju (1987-1991), se Framsóknarflokkurinn
- Grænt framboð (1990-1991), se Íslandshreyfingin – lifandi land
- Þingflokkur óháðra (1998-1999), se Alþýðubandalagið
- Þingflokkur Jafnaðarmanna (1996-98), se Alþýðuflokkurinn
- Lýðræðishreyfingin (1998-2009), se Ástþór Magnússon
- Framfaraflokkurinn (2008-13), se Sturla Jónsson
- Sturla Jónsson K-listi (2013), se Sturla Jónsson

#### Ikke notable partier
Partier og lister uden repræsentation i Altinget, der enten eksisterede ganske kortvarigt, eller ikke gjorde sig særlig bemærket.  
- Þjóðveldismenn (1942)
- Frjálslyndir vinstri menn (1942)
- Lýðveldisflokkurinn (1953)
- „Mýneshreyfingin“ (1963)
- Óháði lýðræðisflokkurinn (1967)
- Framboðsflokkurinn (1971)
- Lýðræðisflokkurinn (1974)
- Stjórnmálaflokkurinn (1978)
- Hinn flokkurinn (1979)
- Sólskinsflokkurinn (1979)
- Þjóðarflokkurinn (1987-1995)
- Heimastjórnarsamtökin (1991)
- Öfgasinnaðra jafnaðarmanna (Uafhængige Socialdemokrater) (1991)
- Verkamannaflokks Íslands (Arbejderpartiet) (1991)
- Náttúrulagaflokkurinn (1995)
- Suðurlandslistinn (1995)
- Vestfjarðalistinn (1995)
- Kristileg stjórnmálahreyfing (1995)
- Kristilegi lýðræðisflokkurinn (Kristendemokratisk Parti) (1999)
- Anarkistar á Íslandi (1999)
- Félag íslenskra þjóðernissinna (2000-2003)
- Höfuðborgarsamtökin (2002-2007)
- Baráttusamtaka aldraðra og öryrkja (2007)
- Samtök um réttlæti (2009)
- Norræni íhaldsflokkurinn (2009-2012), navneskifte til Lýðfrelsisflokkurinn (2012)
- Samtök fullveldissinna (2009-2013)
- Kristileg stjórnmálasamtök (Kristeligt Parti, fundamentalister) (2009-2013)
- Samstaða (Solidaritet, socialister) (2012-2014)
- Lýðveldisflokkurinn (2013)
- Landsbyggðarflokkurinn (2013)
- Regnboginn (Regnbuen, socialister) (2013)
- Flokkur Heimilanna (Husholdningernes Parti) (2013-2016)

### Lokale partier
- Reykjavíkurlistinn (Reykjaviklisten) 1994–2005
- Besti flokkurinn (Det Bedste Parti) 2009–2014